# 2531 Cambridge
2531 Cambridge је астероид главног астероидног појаса са пречником од приближно 19,15 .
Афел астероида је на удаљености од 3,181 астрономских јединица (АЈ) од Сунца, а перихел на 2,837 АЈ.
Ексцентрицитет орбите износи 0,057, инклинација (нагиб) орбите у односу на раван еклиптике 11,036 степени, а орбитални период износи 1906,812 дана (5,220 година).
Апсолутна магнитуда астероида је 10,90 а геометријски албедо 0,210.
Астероид је откривен 11. јуна 1980. године.